# Tony Hazell
Tony Hazell (født 19. september 1947 i High Wycombe, England) er en engelsk tidligere fodboldspiller (forsvarer). 
Hazell tilbragte hele sin 17 år lange karriere i London, hvor han repræsenterede henholdsvis Queens Park Rangers, Millwall, Crystal Palace og Charlton Athletic. Han nåede i alt at spille mere end 500 kampe i det engelske ligasystem og vandt med Queens Park Rangers Liga Cuppen i 1967.

## Titler
Football League Cup
- 1967 med Queens Park Rangers